# Platysenta purpurea
Platysenta purpurea là một loài bướm đêm trong họ Noctuidae.